# Шугар-Крік (Міссурі)
Шугар-Крік (англ. Sugar Creek) — місто (англ. city) в США, в округах Джексон і Клей штату Міссурі. Населення — 3271 особа (2020).

## Географія
Шугар-Крік розташований за координатами 39°8′22″ пн. ш. 94°24′31″ зх. д. / 39.13944° пн. ш. 94.40861° зх. д. (39.139548, -94.408549).  За даними Бюро перепису населення США в 2010 році місто мало площу 29,32 км², з яких 27,29 км² — суходіл та 2,03 км² — водойми.

## Демографія
Згідно з переписом 2010 року, у місті мешкало 3345 осіб у 1420 домогосподарствах у складі 852 родин. Густота населення становила 114 особи/км².  Було 1627 помешкань (55/км²).
Расовий склад населення:
| - 90,9 % — білих - 2,5 % — чорних або афроамериканців - 0,6 % — вихідців з тихоокеанських островів - 0,6 % — азіатів - 0,5 % — корінних американців - 2,4 % — осіб інших рас |

До двох чи більше рас належало 2,5 %. Частка іспаномовних становила 7,1 % від усіх жителів.
За віковим діапазоном населення розподілялося таким чином: 21,4 % — особи молодші 18 років, 63,2 % — особи у віці 18—64 років, 15,4 % — особи у віці 65 років та старші. Медіана віку мешканця становила 41,2 року. На 100 осіб жіночої статі у місті припадало 101,0 чоловіків;  на 100 жінок у віці від 18 років та старших — 96,6 чоловіків також старших 18 років.
Середній дохід на одне домашнє господарство  становив 46 502 долари США (медіана — 35 738), а середній дохід на одну сім'ю — 62 500 доларів (медіана — 42 883). Медіана доходів становила 40 076 доларів для чоловіків та 32 829 доларів для жінок. За межею бідності перебувало 15,5 % осіб, у тому числі 18,9 % дітей у віці до 18 років та 6,9 % осіб у віці 65 років та старших.
Цивільне працевлаштоване населення становило 1544 особи. Основні галузі зайнятості: освіта, охорона здоров'я та соціальна допомога — 20,8 %, виробництво — 17,9 %, науковці, спеціалісти, менеджери — 11,3 %, транспорт — 10,0 %.